# Cannich
Cannich (en gaélico escocés: Canaich) es una aldea situada en el extremo sur del Strathglass, en las Tierras Altas de Escocia, a unos 26 millas (41,8 km) al oeste de la ciudad de Inverness. Se encuentra en el punto más alejado de la carretera A831, que forma un bucle alrededor de Aird desde Beauly hasta Drumnadrochit.
En la aldea se encuentra el Strathglass Shinty Club, uno de los clubes organizados de shinty más antiguos del mundo.
Cuenta con un camping y un parque de caravanas, un parque de chalets junto al río, una tienda del pueblo bien surtida con oficina de correos, una taberna pública y muchas opciones de alojamiento, ya sea en B&B o apartamentos turísticos.
La zona ofrece múltiples oportunidades para practicar senderismo por montañas, colinas y valles, así como otras actividades al aire libre, incluyendo la pesca, el ciclismo y el piragüismo. El entorno es remoto está y poco alterado, por lo que cuenta con servicios limitados.
Cannich está situada en la confluencia de dos ríos, el Glen Cannich y el Glen Affric, que se unen en el lado este de la aldea para formar el río Glass.

## Historia
El juego del shinty y el club Strathglass deben mucho al capitán Chisholm, quien presidió una reunión en el Hotel Glen Affric, en Cannich, el 27 de enero de 1880, en la que fue elegido primer jefe del club. Duncan Chisholm, de Raonabhraid, fue elegido secretario y tesorero, y también se eligieron 10 jefes representantes de cada distrito del Strath. El primer presidente honorario del club fue Chisholm, del castillo de Erchless. El capitán Chisholm redactó la primera constitución, reglas y reglamentos del Strathglass Shinty Club, que fueron aprobados en la primera asamblea general, celebrada también en el Hotel Glen Affric, el martes 10 de febrero de 1880. En total, se inscribieron inicialmente 131 miembros. El periódico The Highlander dijo sobre el reglamento:
“Es un gran mérito para todos los implicados —el artista, el autor— y también atestigua el método y el carácter empresarial con que los hombres de Strathglass piensan llevar a cabo su labor.”
A finales de la década de 1940, un gran proyecto hidroeléctrico atrajo a miles de trabajadores a la zona, con alojamientos temporales instalados en la aldea. Todavía sobrevive una nave Nissen en el borde del terreno del club de shinty.
A finales de mayo de 2023, un incendio forestal en Cannich arrasó 30 millas cuadradas (77,7 km²) de terreno cerca de la aldea, en lo que podría ser el mayor incendio registrado en el Reino Unido.

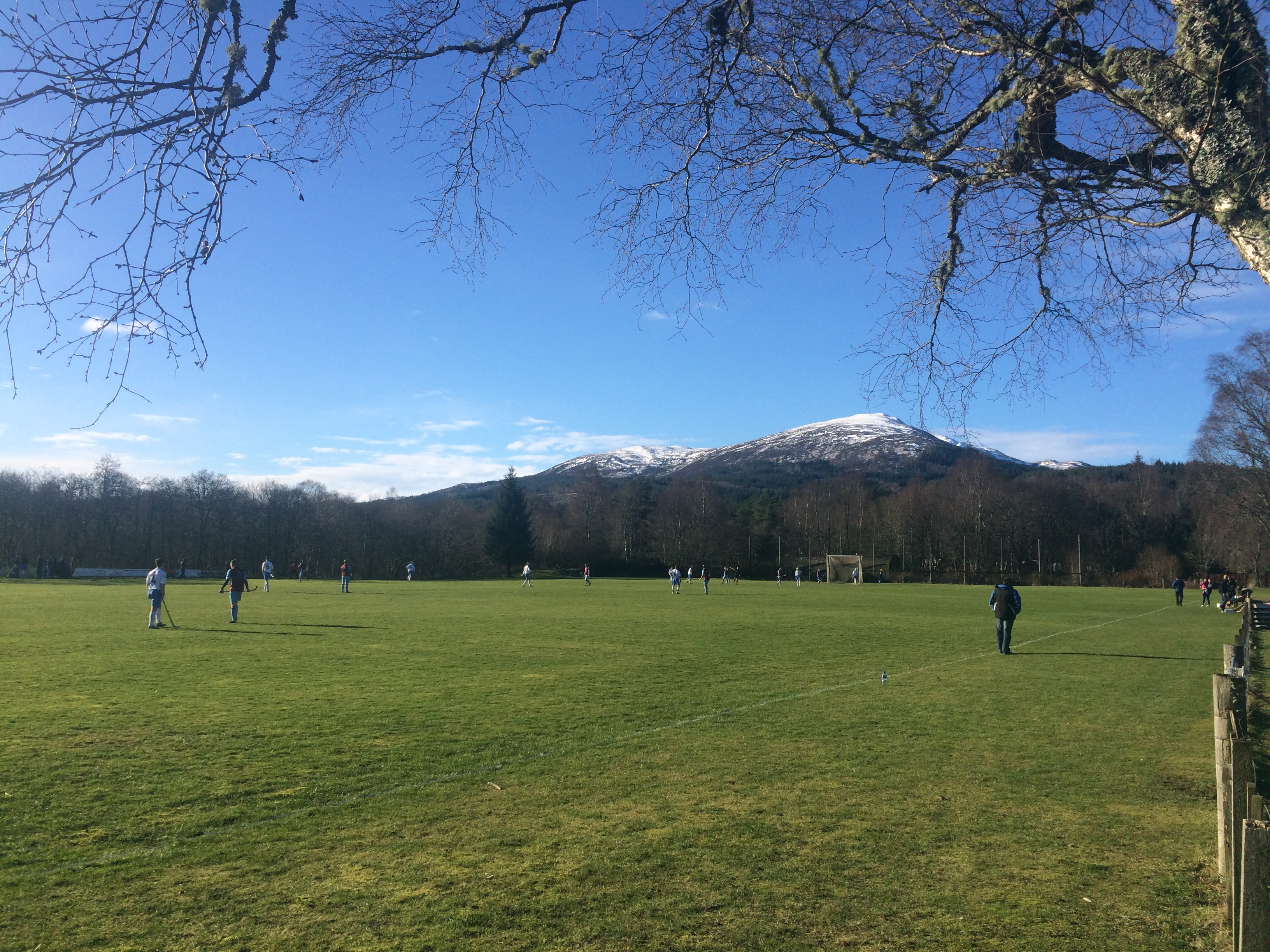
Campo de shinty en Cannich. Nave Nissen visible tras la portería.